# Марія Гельдернська
Марі́я Ге́льдернська (англ. Mary of Gueldres; 1432, Граве, Північний Брабант, Священна Римська імперія — 10 грудня або 16 листопада 1463, замок Роксбург, Роксбургшир, Шотландія) — королева Шотландії з роду Егмонтів, дружина короля Якова II. Марія була дочкою Арнольда Егмонта, герцога Гельдерна, і Катерини Клевської, племінниці герцога Бургундії Філіпа III.

## Життєпис
3 липня 1449 Марія Гельдернська вийшла заміж за короля Шотландії Якова II. За умовами шотландсько-бургундського шлюбного договору король мав забезпечити дружині річне утримання на величезну для того часу суму 5 000 фунтів стерлінгів. Необхідність виконання цієї умови була однією з причин розгрому Яковом II у 1455 році найбільшого шотландського аристократичного роду «Чорних Дугласів», частина володінь якого дісталася королеві Марії.
3 серпня 1460, під час салюту на честь королеви, уламок розірваної гармати вбив Якова II, і королем Шотландії став його восьмирічний син Яків III. Парламент, для управління країною в період дитинства короля, призначив регентську раду на чолі з єпископом Кеннеді, проте колосальні земельні володіння королеви Марії дозволили їй вести власну політику, не зважаючи на думку регентів. Як наслідок, у Шотландії утворилися два центри влади — «старі лорди» регентської ради та «молоді лорди» королеви.
На відміну від консервативного єпископа Кеннеді, прихильника союзу з Ланкастерами в Англії, королева Марія проводила гнучкішу політику: з її ініціативи 1461 року почалися переговори з Едуардом IV Йорком, які, однак, не мали успіху через опір «старих лордів». Зближення королеви з Йорками пояснювалося, втім, не лише політичними мотивами: Марія Гельдернська не встояла перед герцогом Сомерсетом, одним із лідерів Ланкастерів, який тимчасово перебував у Шотландії, а той не втримав у таємниці їхній зв'язок, що розлютило королеву.
У липні 1463 року Марія Гельдернська разом із сином Яковом III та вождями Ланкастерів королевою Маргаритою Анжуйською і Генріхом VI брала участь в облозі Норемського замку. Наступ військ Йорків на чолі з графом Воріком, однак, змусив королів повернутися до Шотландії.
1 грудня 1463 року королева Марія померла.

## Діти
У шлюбі з Яковом II Марія Гельдернська стала матір'ю таких дітей:
- Яків III (1451—1488), король Шотландії (від 1460 року)
- Марія (1453—1488), одружена від 1467 року з Томасом Бойдом, 1-м графом Аррана[ru]; від 1474 — з Джеймсом Гамільтоном[ru]
- Олександр[ru] (1454—1485), герцог Олбані
- Маргарита[ru] (1455—невідомо), одружена з Вільямом, 3-м лордом Кріхтоном
- Девід (1455—1457), граф Морейський
- Джон[ru] (1459—1479)